# Teylingen College Duinzigt

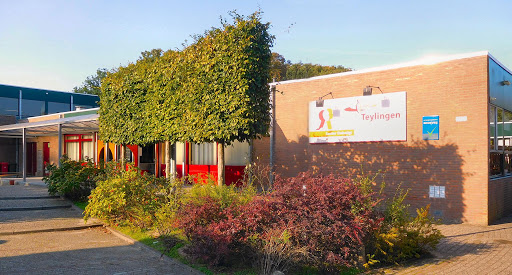
Voorplein en hoofdingang

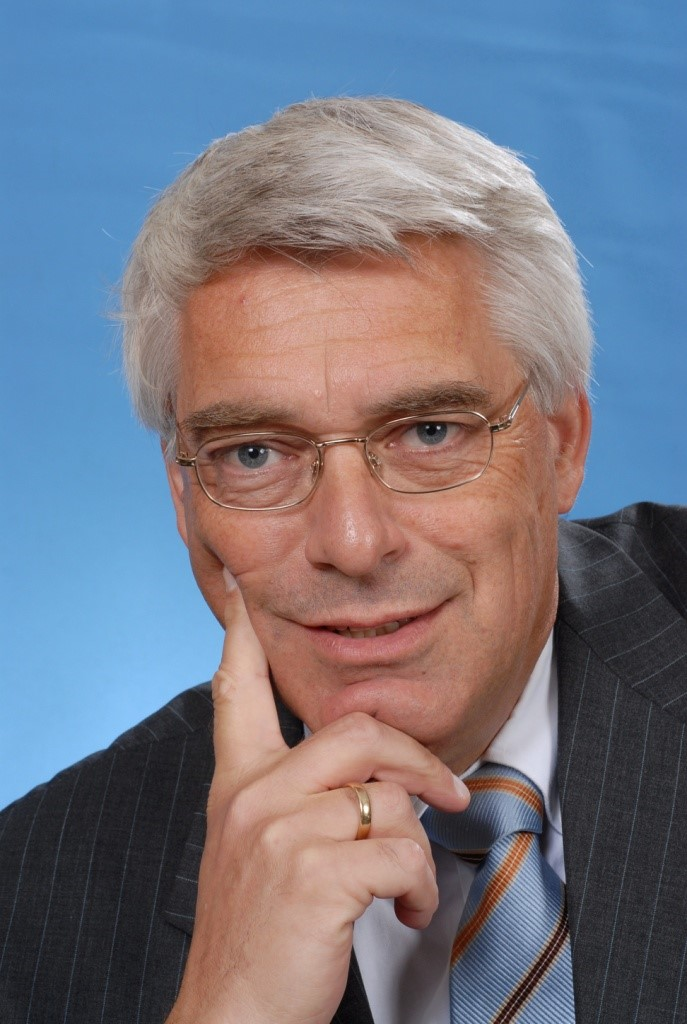
A.J. Vermet, directeur Duinzigt 1982-2009

Teylingen College Duinzigt is een katholieke middelbare school in Oegstgeest. Duinzigt vormt samen met de KTS in Voorhout, het Leeuwenhorst in Noordwijkerhout en de ISK in Lisse het Teylingen College. Het Teylingen College Duinzigt biedt onderwijs voor vmbo-tl en havo. De school is gelegen nabij het Bos van Wijckerslooth en voormalig Huize Duinzicht en telt een kleine 600 leerlingen (2022-2023). Op Duinzigt wordt gewerkt volgens de ivo-werkwijze, een werkwijze die gebaseerd is op de ideeën van Nederlands onderwijsvernieuwer en pedagoog Kees Boeke. 

## Geschiedenis

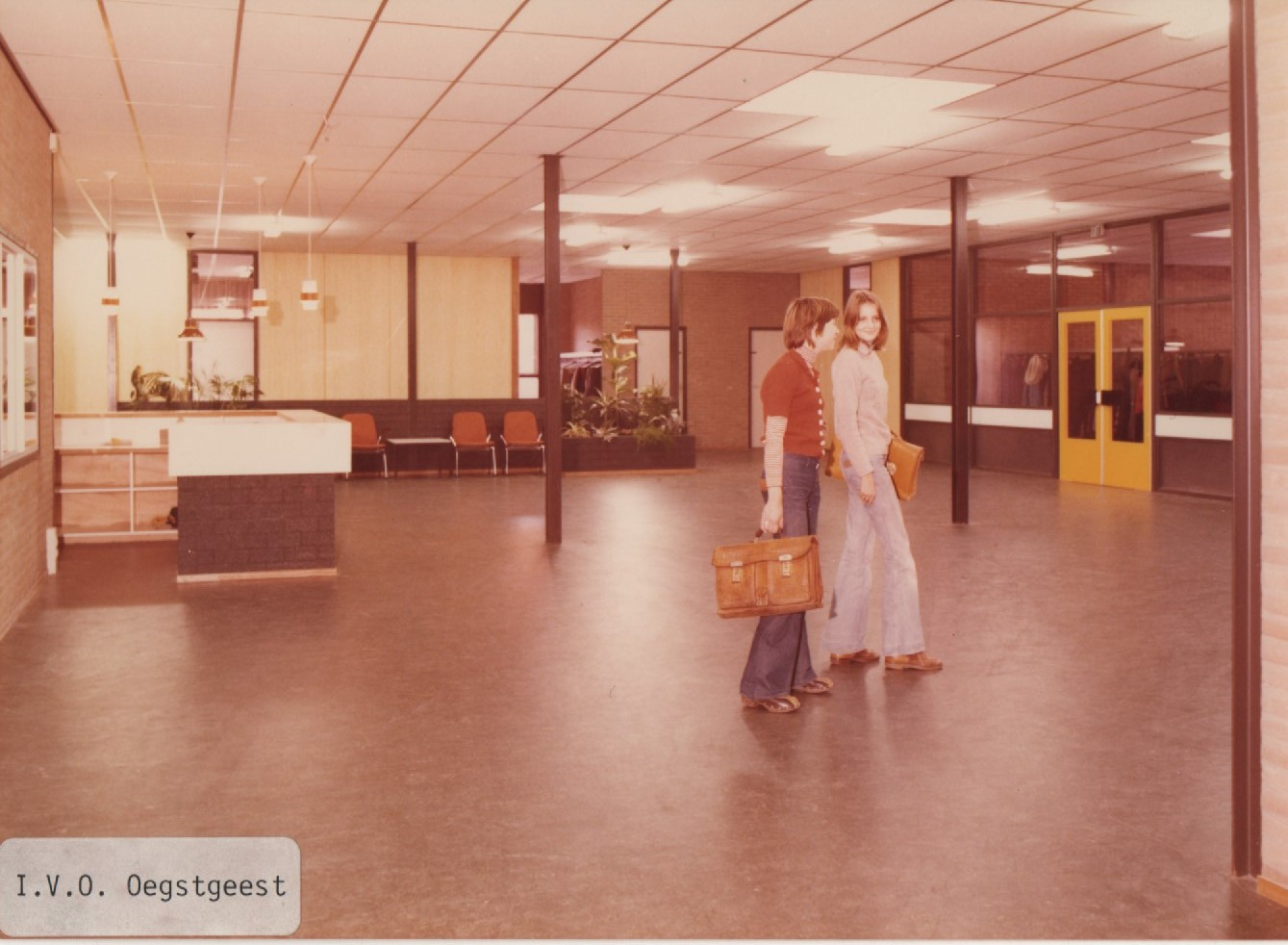
Nieuwbouw hoofdgebouw 1975

Het huidige Duinzigt werd in 1995 onderdeel van het Teylingen College na een fusie van een aantal middelbare scholen uit de Bollenstreek. De geschiedenis van de school gaat echter terug tot het midden van de 19e eeuw, toen Cornelius Ludovicus de Wijkerslooth zich in Oegstgeest vestigde. Baron van Wijkerslooth was van adellijke afkomst en werkte als professor aan het Groot Seminarie in Warmond. In 1832 werd van Wijkerslooth door paus Gregorius XVI tot bisschop van Curium i.p.i. ("in patribus infidelium", in het land der ongelovigen) gewijd met als doel de organisatie van de katholieke kerk boven de rivieren ter hand te nemen, iets dat katholieken sinds de Reformatie niet was toegestaan. Op een van zijn reizen in 1849 ontmoette hij Mère Joseph, moeder-overste van de Zusters Franciscanessen van Roosendaal (voluit "Zusters Franciscanessen Penitenten Recollectinen van de Onbevlekte Ontvangenis van Maria"). Van Wijkerslooth verzocht haar naar zijn buitenplaats Duinzigt in Oegstgeest te komen om een klooster te stichten met de zorg voor "weesjes en oude lieden". Op 2 juli 1850 werd een verzoek om aan de Rhijngeesterstraatweg een "bewaarschool" (kleuterschool) te stichten door de Raad van Oegstgeest ingewilligd. Kort daarna volgde een "school voor christelijke leering en handwerken" (naaischool). In het woonhuis Klein Duinzigt (Klein Curium) werden de eerste lessen gegeven.
Een jaar later begon de bouw van Huize Duinzicht, het huidige bedrijvencentrum (het landgoed en de school Duinzigt schreef men met een "g", het klooster Duinzicht met "ch"). In het gebouw, dat in de loop van de tijd een aantal keer is uitgebreid en verbouwd, werden behalve de kleuterschool en naaischool ook een klooster, Wees- en Oudeliedenhuis en meisjesinternaat ondergebracht. Vanaf 1903 gingen de zusters voor de kinderen van het internaat zelf het lager onderwijs verzorgen. Tot die tijd gingen de kinderen daarvoor naar de parochiële school in het dorp. Het groeiend aantal kinderen, waaronder veel schipperskinderen zorgde ervoor dat in 1920 lokalen moesten worden bijgebouwd, en in 1925 opnieuw. Na de Tweede Wereldoorlog liep het aantal kinderen in het internaat steeds verder terug en werd het gesloten. 
Na de lagere school konden de meisjes van het internaat nog een 7e en 8e leerjaar volgen, waar vanaf 1954 ook leerlingen van buiten het internaat welkom waren. Ze volgden o.a. de cursussen Klimroos en Algemene Vrouwelijke Vorming 1 en 2 die werden uitgegeven door de Stichting IVIO in Amsterdam. In 1960 werd het 7e en 8e leerjaar van Duinzigt een zelfstandige VGLO-school (Voortgezet Gewoon Lager Onderwijs), de Maria Ancilla VGLO. In datzelfde jaar werd een nieuw gebouw in gebruik genomen met een keuken en een was/huishoudlokaal (het huidige gebouw 2). Toen het leerlingenaantal bleef toenemen werden in 1962 en daarna in 1965 nieuwe lokalen aan het gebouw toegevoegd met de huidige directiekamer als het overblijflokaal. 
In de aanloop naar de Mammoetwet van 1968, waarin het gehele Nederlandse onderwijsstelsel op de schop zou gaan, bezonnen de zusters zich op de toekomst van de school. Door een toevallig contact met een (M)ULO-school op IVO-basis in Utrecht ontstond het idee om ook op Duinzigt een IVO-(M)ULO te starten. Op 27 juli 1967 stemde de gemeenteraad van Oegstgeest in met de oprichting van de nieuwe (M)ULO-school en legde daarmee de basis voor het huidige Duinzigt. De Raad stelde echter twee voorwaarden: ten eerste moest de school ook toegankelijk zijn voor jongens en ten tweede moest de Maria Ancilla VGLO blijven bestaan omdat die in een grote behoefte voorzag. Nog geen vier weken later, op 22 augustus 1967 startte de IVO-(M)ULO met 118 leerlingen, waaronder 2 jongens. De VGLO telde op dat moment 138 leerlingen. In 1968 gingen VGLO en (M)ULO over in respectievelijk LAVO en MAVO. In hetzelfde jaar werd de lagere school gesloten. 
IVO-mavo Duinzigt werd lid van de Vereniging van IVO-scholen, die midden jaren '30 uit de samenwerking tussen montessorischolen in Amersfoort en Bussum en de Werkplaats-Kindergemeenschap van Kees Boeke in Bilthoven was geboren. Het was scholen voor Individueel Voortgezet Onderwijs toegestaan om vakken met een eigen "proeve van bekwaamheid" af te sluiten. Leerlingen maakten opdrachten en taken net zo lang tot ze er een voldoende voor haalden en konden worden afgetekend. De IVO-scholen deden niet mee met de landelijke examinering en de leerlingen ontvingen dan ook geen regulier mavo- of havo-diploma maar het IVO-diploma. Voor Salvatrix ging dit allemaal wat ver. Ze omarmde weliswaar de grondgedachte van Boeke dat leerlingen zich in eigen tempo en op hun eigen manier ontwikkelen, maar liet de Duinzigt-leerlingen - lange tijd als enige IVO-school - gewoon deelnemen aan het landelijk eindexamen. De Vereniging van IVO-scholen is in 2017 opgehouden te bestaan. 
Vanaf 1968 maakt de school onder leiding van zuster Salvatrix een spectaculaire groei door. In 1975 telt Duinzigt ruim 1000 leerlingen en was op dat moment de grootste MAVO van Nederland. In datzelfde jaar werd een geheel nieuw gebouw opgeleverd (het huidige gebouw 1). Langzaam maar zeker verdwenen de zusters uit het schoolbeeld en in 1982 nam zuster Salvatrix afscheid als directrice. Zij werd opgevolgd door dhr. A.J. Vermet die (met een tussenperiode van enkele jaren) tot zijn overlijden in 2009 het gezicht van de school heeft bepaald. Al snel na de ingebruikname van het nieuwe gebouw bleek het niet groot genoeg voor het groeiende aantal leerlingen en werden op het schoolterrein noodlokalen geplaatst (het oude gebouw 3). Deze zijn in gebruik gebleven tot 2002 om vervolgens plaats te maken voor een nieuwe vleugel aan het bestaande hoofdgebouw.  
Na de fusie in 1995 met de KTS in Voorhout en het Leeuwenhorst in Noordwijkerhout ging de IVO-mavo Duinzigt verder als Teylingen College Duinzigt. Na een tweede fusie in 2000 tussen het Teylingen College en het Fioretti College is Duinzigt nu een van de scholen van de Stichting Fioretti Teylingen. Door de fusie in 1995 ontstond de mogelijkheid om ook onderbouw-havo te gaan aanbieden. Voor de betrokken leerlingen werd een constructie bedacht waarbij zij onder verantwoordelijkheid van het Leeuwenhorst de 4- en 5-havo-lessen op Duinzigt volgden, maar voor de examinering naar Noordwijkerhout gingen. Na een uitspraak van de Raad van State in 2007 heeft het bestuur deze constructie moeten beëindigen. Na anderhalve eeuw van groei werd de school ineens een stuk kleiner. Sinds 2009 schommelt het leerlingenaantal vrij stabiel rond de 600 leerlingen.  
In 2020 wordt de wet Meer Ruimte voor Nieuwe Scholen van kracht. Deze wet moet het gemakkelijker maken om een nieuwe school te stichten als kan worden aangetoond dat die in een behoefte voorziet. Ook bestaande scholen kunnen hier gebruik van maken. En zo gebeurde het dat na een belangstellingsmeting onder ouders van 10-, 11- en 12-jarigen en een kwaliteitstoets door de Onderwijsinspectie de minister op 1 juni 2022 zijn goedkeuring gaf aan Duinzigt Havo. Daarmee ging een lang gekoesterde wens in vervulling en is het met ingang van augustus 2023 mogelijk op Duinzigt het havo-diploma te halen. 